# Казоне дел Тратуро (Кјети)
Казоне дел Тратуро (итал. Casone del Tratturo) је насеље у Италији у округу Кјети, региону Абруцо.
Према процени из 2011. у насељу је живело 105 становника. Насеље се налази на надморској висини од 100 м.